# Mimmo Dei
Guglielmo „Mimmo“ Dei (* 1909 in Rom; † 20. April 1985) war ein italienischer Sportmäzen und Rennstallbesitzer.

## Leben
Dei war Besitzer des Maserati-Händler-Netzes von Zentral- und Süditalien. In den frühen 1950er-Jahren initiierte er einige Sonderversionen von Maseratis Straßensportwagen A6G. 1956 gründete Dei den italienischen Motorsport-Rennstall Scuderia Centro Sud. Der Name bezog sich auf den Wirkungsbereich seiner Maserati-Vertretungen. Dei setzte seine Rennwagen auch in der Formel 1 ein, wo er in den 1950er-Jahren auf ausrangierte Maserati-250F-Werkswagen zurückgreifen konnte. 
Er ermöglichte Lorenzo Bandini den Einstieg in den internationalen Motorsport und feierte mit dem jungen Masten Gregory seinen größten Erfolg bei einem Weltmeisterschaftslauf, als der US-Amerikaner Dritter beim Großen Preis von Monaco wurde. 
In der Regel wurden die Formel-Rennwagen von Dei von Piloten gesteuert, die ihre große Zeit im Motorsport schon hinter sich hatten und denen er noch einmal die Möglichkeit zu Renneinsätzen gab. Luigi Villoresi und Louis Chiron fuhren ihre letzten großen Rennen für die Scuderia Centro Sud. Das zweite Cockpit wurde schon Ende der 1950er-Jahre an zahlungskräftige Privatfahrer vermietet. So finanzierte Dei zum Teil sein Rennteam und Fahrer wie Giorgio Bassi und Alfonso Thiele kamen so zu ihren einzigen Einsätzen bei Weltmeisterschaftsläufen der Formel 1.
1963 erwarb er einen BRM P57, den Weltmeisterwagen des Jahres 1962, und verlegte den Rennstall in die Nähe der B.R.M.-Fabrik. Der P57 war Einsatzwagen der Scuderia bis 1965, dann löste Dei seinen Rennstall auf und zog sich ins Privatleben zurück.